# Districte de Nangade
El Districte de Nangade és un districte de Moçambic, situat a la província de Cabo Delgado. Té una superfície 3.005 kilòmetres quadrats. En 2015 comptava amb una població de 71.588 habitants. Limita al nord amb Tanzània a través del riu Rovuma, a l'oest i sud amb el districte de Mueda, al sud i est amb el districte de Mocímboa da Praia i a l'est amb el districte de Palma.

## Divisió administrativa
El districte està dividit en dos postos administrativos (Nangade i Ntamba), compostos per les següents localitats:
- Posto Administrativo de Nangade:
  - Litingina, e
  - Nangade
- Posto Administrativo de Ntamba:
  - Itanda,
  - Mualela, e
  - Nambedo